# BHD
BHD là tên thường gọi của Công ty TNHH Bình Hạnh Đan, được thành lập năm 1996. Đây là một trong những công ty tư nhân đầu tiên tại Việt Nam hoạt động trong lĩnh vực truyền thông, phân phối, và hợp tác sản xuất các chương trình truyền hình và điện ảnh. Bắt đầu với con số 10 nhân viên lúc mới thành lập tại Hà Nội, hiện nay BHD đã có khoảng 200 nhân viên khắp Việt Nam.

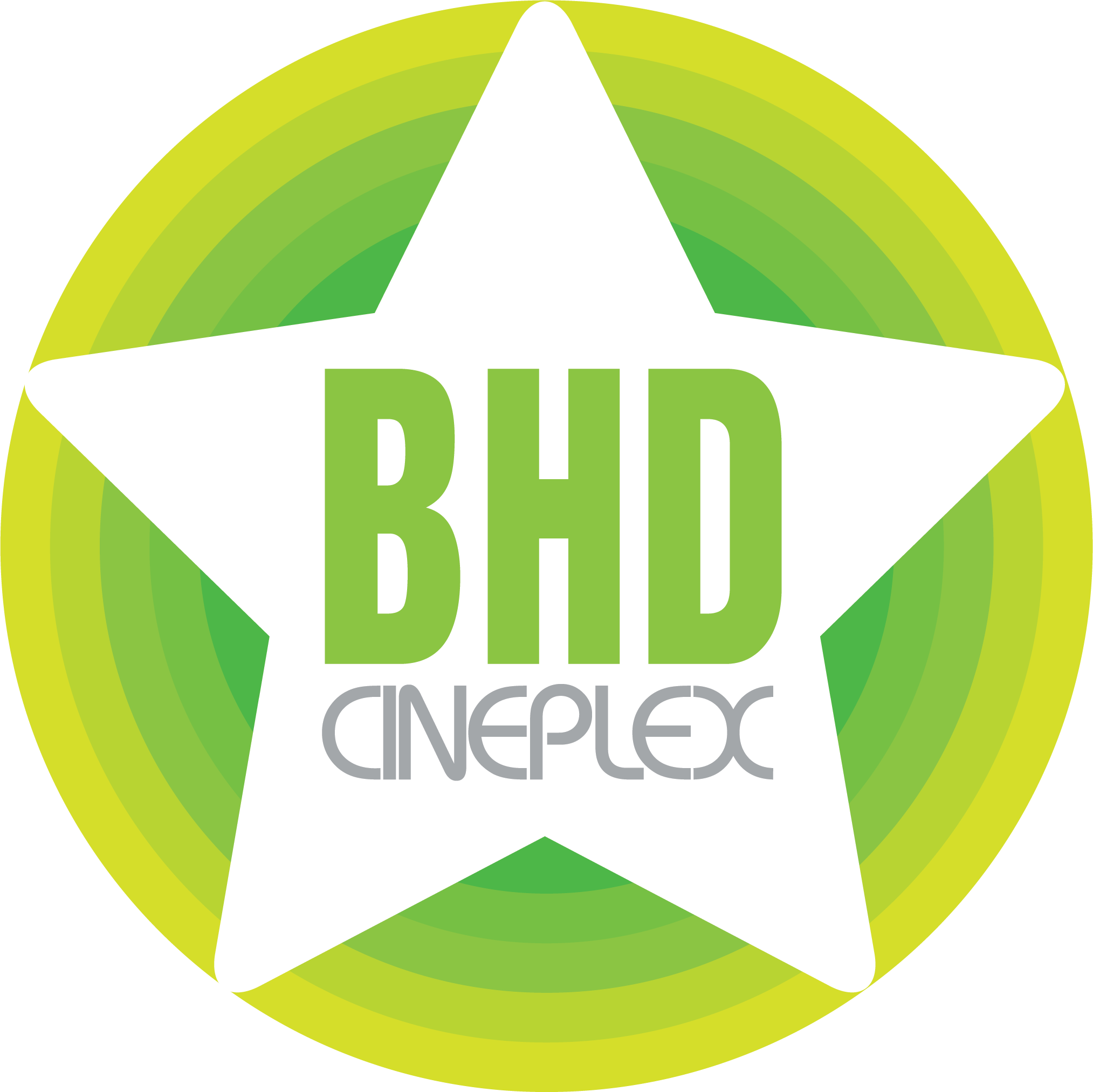
BHD Star Cineplex

## Lịch sử
Công ty được thành lập vào năm 1996. Lúc mới thành lập công ty này định lấy tên là Ba Hạt Dẻ nhưng do không được Sở Kế hoạch - Đầu tư Hà Nội chấp thuận nên đã đổi tên thành Bình Hạnh Đan. Cái tên "Bình Hạnh Đan" được ghép từ tên của vợ chồng sáng lập công ty và con của hai người này.  
B là tên viết tắt của Bình, H là tên viết tắt của Hạnh (vợ của B), D là tên viết tắt của Đan (con của B và H). Ba nhân vật gây dựng nên công ty BHD gồm: 
1. Nguyễn Phan Quang Bình (hiện là Chủ tịch BHD).
2. Ngô Thị Bích Hạnh (vợ của Nguyễn Phan Quang Bình, hiện là Tổng Giám đốc BHD).
3. Ngô Thị Bích Hiền (chị gái của bà Hạnh, chị vợ của Nguyễn Phan Quang Bình, hiện là Phó Tổng Giám đốc BHD).

Vợ chồng Quang Bình, Bích Hạnh là người thành lập BHD từ buổi ban đầu. Chị của bà Hạnh, bà Bích Hiền sau khi đi du học Nga về cũng gia nhập vào BHD.
Hai chị em bà Hiền, Hạnh vốn là con gái nhà văn kiêm nhà phê bình văn học Ngô Thảo. Từ bé, hai chị em Hiền, Hạnh được tiếp xúc với giới nghệ sĩ Hà Nội cũng như lớn lên trong môi trường nghệ thuật. Mẹ của hai bà lại vốn là người theo ngành ngoại thương. Chứng kiến những người bạn nghệ sĩ của ba vất vả vì lo toan đời thường, cơm áo hàng ngày nên hai người quyết định theo nghiệp mẹ để nuôi dưỡng tình yêu nghệ thuật được ba và những nghệ sĩ đem đến cho mình. Không chỉ là nguồn cảm hứng ban đầu, nhà văn Ngô Thảo còn có vai trò quan trọng trong hoạt động sau này của các con. Mối quan hệ rộng rãi của ông với giới nghệ thuật, truyền thông và các đài truyền hình giúp rất nhiều cho BHD.
Gameshow truyền hình chỉ là một phần trong những lĩnh vực mà BHD đang làm. Ngoài ra, BHD còn sản xuất phim, hợp tác giới thiệu phim nước ngoài tới Việt Nam và mở rạp chiếu phim. Những bộ phim ăn khách do BHD sản xuất phải kể đến như Bỗng dưng muốn khóc, Ngôi nhà hạnh phúc, Những nụ hôn rực rỡ, Cánh đồng bất tận, Cô dâu đại chiến,…
BHD còn đầu tư vào cụm rạp chiếu phim mang tên BHD Star Cineplex. Vốn là công ty tư nhân nên thông tin nhà đầu tư vào BHD không được tiết lộ. Tuy nhiên theo tạp chí Forbes, quỹ đầu tư IDG hiện nắm 30% công ty BHD Star Cineplex.

## Các chương trình
- Tìm kiếm tài năng Việt Nam - Vietnam's Got Talent (VTV3)
- Thần tượng âm nhạc Việt Nam - Vietnam Idol (HTV), (VTV)
- Thần tượng âm nhạc Nhí - Kids Idol (VTV3)
- Vua đầu bếp Việt Nam - MasterChef Vietnam (VTV3)
- Vua đầu bếp nhí - MasterChef Kids (VTV3)
- Học viện ngôi sao - Star Academy (VTV)
- Cuộc đua kỳ thú - The Amazing Race (VTV3)
- Người giấu mặt - Big Brother Vietnam (VTV)
- Trò chơi âm nhạc - The Lyrics Board (VTV3)
- Trò chơi âm nhạc - Don't Forget The Lyrics! (VTV3)
- Chết cười - (VTV)
- Học viện danh hài - Comedy Academy (Truyền Hình Q.net TV, (VTV)
- Hoán đổi - (VTV)
- Cười là thua -(HTV)
- Đố ai hát được - Sing If You Can - (VTV)
- Ai dám hát - (HTV)
- Ô cửa bí mật - (VTV3)
- Hãy chọn giá đúng - The Price Is Right (VTV3)
- FIFA World Cup - (VTV), (HTV)
- UEFA Euro - (VTV), (HTV)
- Nốt nhạc vui - (HTV7)
- Kim tự tháp - (HTV)
- Đấu trí - Poker Pace - (VTV3)
- Ai là ai - (VTV3)
- Đuổi hình bắt chữ - (HanoiTV1)
- Đọ sức âm nhạc - The Fever (HTV7)
- Taxi may mắn - Cash Cab (HTV)
- Hành trình âm nhạc - (VTV)
- Ở nhà chủ nhật - (VTV3)
- Thử thách nhân đôi - (VTV3)

### Chương trình thuần Việt
- Phái mạnh Việt (HTV)
- Học viện danh hài (VTV)
- Tết sum vầy (VTV)
- Học viện mẹ chồng (VTV)
- Những bài hát còn xanh (VTV)
- Hoa khôi Áo dài Việt Nam - Đường tới vương miện Hoa hậu Thế giới (VTV)
- Cười chút thôi (HTV)
- Ống kính hậu trường (HTV)
- Vui là chính (HTV)
- Nốt nhạc ngôi sao (HTV)
- Đánh thức giai điệu (HTV)
- Hát là vui - Vui là hát (HTV)
- Là phái đẹp (HTV)
- Phong cách & đam mê (HTV)
- Hành trình 2468 km - (VTV)
- Revive Marathon Xuyên Việt (VTV)
- Tạp chí MTV (VTV)
- Những đứa trẻ tinh nghịch (VTV)
- Khoảnh khắc bị đánh cắp (VTV)
- Tỏa sóng đam mê Aquabike (VTV)
- Nhịp điệu giải trí - Tạp chí Văn nghệ (HTV - phối hợp với TFS)[2]

### Ký sự truyền hình
- Đi tìm dấu tích ba vua (HTV).
- Ký sự Tân Đảo (HTV)
- Ký sự Thăng Long - Ngàn năm thương nhớ (HTV)

## Những bộ phim phối hợp sản xuất
- Bỗng dưng muốn khóc (BHD)
- Cánh đồng bất tận – Vietnam Studio, Mega Media, Vietnam Media Corporation, BHD
- Tấm Cám: Chuyện chưa kể (dựa theo truyện cổ tích Tấm Cám) – (VVA Productions, BHD)
- Cho một tình yêu – (BHD, Hãng phim Việt)
- Cô dâu đại chiến – Saiga Films, Vietnam Studio, Galaxy Studio, Saigon Media, Hãng phim Phương Nam, HKFLim
- Cô gái xấu xí (mua bản quyền phim Yo soy Betty, la fea của Colombia) – VTV, BHD, Hãng phim Việt)
- Đam mê nghiệt ngã – (BHD, Hãng phim Việt)
- Đẹp từng centimet – (BHD, Saigon Media)
- Đoạt hồn – (Vietnam Studio, PS Vietnam, Saigon Movies Media, OPF, BHD)
- Giữa hai thế giới – (DoFlim, HKFilm, Hãng phim Việt, BHD)
- Hot boy nổi loạn – Vietnam Studio, Galaxy Studio, Hãng phim Phương Nam, Saga Flims, Saigon Movies Media, HAFilm.
- Long Ruồi – (Galaxy Studio, BHD, EarlyRisers Media Group
- Lửa Phật – (Vietnam Studio, Metan Entertainment, Kantana Post ,  Production Film, DoFilm, EarlyRisers Media Group, BHD)
- Những thiên thần áo trắng – Hãng phim Việt, BHD
- Thiên mệnh anh hùng - Tiểu thuyết Bức huyết thư của Bùi Anh Tấn – (Hãng phim Phương Nam, Saiga Film, BHD, Thanh Niên Films, Phim Thiên Minh
- Về quê ăn Tết – (Ánh sao Productions, VAA, Studio 68, Young Media, BHD)

## Hệ thống rạp phim
| Tên rạp phim             | Địa chỉ                                                    | Ngày khai trương | Số phòng chiếu |
| ------------------------ | ---------------------------------------------------------- | ---------------- | -------------- |
| BHD STAR 3/2             | Phường 11, Quận 10, thành phố Hồ Chí Minh                  | 17/08/2010       | 5              |
| BHD STAR Phạm Hùng       | Xã Bình Hưng, huyện Bình Chánh, thành phố Hồ Chí Minh      | 01/01/2014       | 6              |
| BHD STAR Quang Trung     | Phường 10, quận Gò Vấp, thành phố Hồ Chí Minh              | 02/09/2015       | 8              |
| BHD STAR Thảo Điền       | Phường Thảo Điền, thành phố Thủ Đức, thành phố Hồ Chí Minh | 24/12/2015       | 6              |
| BHD STAR Lê Văn Việt     | Phường Hiệp Phú, thành phố Thủ Đức, thành phố Hồ Chí Minh  | 26/03/2016       | 6              |
| BHD STAR Phạm Ngọc Thạch | Phường Trung Tự, quận Đống Đa, thành phố Hà Nội            | 01/11/2016       | 7              |
| BHD STAR Huế             | Phường Phú Nhuận, thành phố Huế, tỉnh Thừa Thiên - Huế     | 19/05/2018       | 4              |
| BHD STAR Discovery       | Phường Dịch Vọng, quận Cầu Giấy, thành phố Hà Nội          | 02/02/2019       | 5              |
| BHD STAR Garden          | Phường Mỹ Đình 1, quận Nam Từ Liêm, thành phố Hà Nội       | 21/12/2019       | 6              |
| BHD STAR Long Khánh      | Phường Xuân An, thành phố Long Khánh, tỉnh Đồng Nai        | 01/01/2022       | 4              |